# Epistenoterys marmoratipes
Epistenoterys marmoratipes är en stekelart som beskrevs av Girault 1915. Epistenoterys marmoratipes ingår i släktet Epistenoterys och familjen sköldlussteklar. Inga underarter finns listade i Catalogue of Life.